# Dieter Meier
Dieter Meier (* 4. března 1945, Curych) je švýcarský zpěvák a výtvarník. Je znám jako zpěvák elektronické hudební skupiny Yello, jíž propůjčil svůj temný a hluboký hlas, který mezinárodně proslavil zejména singl Oh Yeah z roku 1985, široce citovaný a užívaný v západní populární kultuře (jde např. o motiv maskota Duffmana v seriálu Simpsonovi). Jako výtvarník je řazen ke konceptuálnímu umění, vytvářel také obaly desek Yello. Byl režisérem řady hudebních videoklipů, např. Big in Japan skupiny Alphaville. Objevil se též jako herec v několika filmech (Leo Sonnyboy, Hors Saison, National Lampoon's Pledge This! či Finsterworld).